# Kreševska deklaracija
Kreševska deklaracija je deklaracija vodećih hrvatskih bosanskohercegovačkih političkih stranaka nastala 21. rujna 2007. u Kreševu u kojoj se naglašava potreba uspostavljanja novog funkcionalnog i pravednijeg uređenja Bosne i Hercegovine prema kojem niti jedan konstitutivni narod ne će biti ni prvilegiran ni diskriminiran. Prema Kreševskoj deklaraciji, srednja razina vlasti bi se trebala uspostaviti na temelju zemljopisnih, narodnih, gospodarskih, prometnih i drugih bitnih mjerila.
Kreševsku deklaraciju su potpisali predsjednici vodećih političkih stranaka Hrvata Bosne i Hercegovine, Dragan Čović iz HDZ-a BiH, Božo Ljubić iz HDZ-a 1990, Zvonko Jurišić iz HSP-a Đapić – dr. Jurišić, Marko Tadić iz HSS-a BiH, Jerko Ivanković Lijanović iz NSRB-a i Ivan Musa iz HKDU-a BiH.